# Nicole Canet
Pour les articles homonymes, voir Canet.
Nicole Canet, née le 30 novembre 1945 en Bourgogne, est une galeriste et éditrice française.

## Biographie
Nicole Canet commence sa carrière en tant qu'artiste de music-hall. Elle est connue dans le monde du marché de la photographie artistique, et de l'édition, pour avoir remis à l'honneur les premiers photographes européens homoérotiques dits homosensibles (photographies anciennes et modernes, dites vintage),. Elle est reconnue comme archiviste de la sociologie sexuelle de Paris à la suite de la publication de ses recherches.
Au début des années 2000, elle ouvre une galerie d'art à Paris, rue Chabanais, appelée « Au Bonheur du jour »,,. La galerie de Nicole Canet met en valeur des artistes photographes oubliés, ou dont le travail a été délibérément occultés, tels les barons Wilhelm von Gloeden et Guglielmo Plüschow, (qui étaient cousins), et leur élève Vincenzo Galdi, ou encore Rudolf Lehnert associé à Ernst Landrock, et d’autres encore comme les Allemands Konrad Helbig, Herbert List, ou l’Américain George Platt Lynes. Cette galerie met également en avant des dessinateurs et peintres tels Jean Boullet, Gaston Goor, Paul Smara, Anatola Soungouroff, René Bolliger, entre autres.
Nicolas Canet crée les Éditions Au Bonheur du Jour en 2004, publiant des catalogues et des essais illustrés, tirés à un nombre limité d'exemplaires.

## Publications

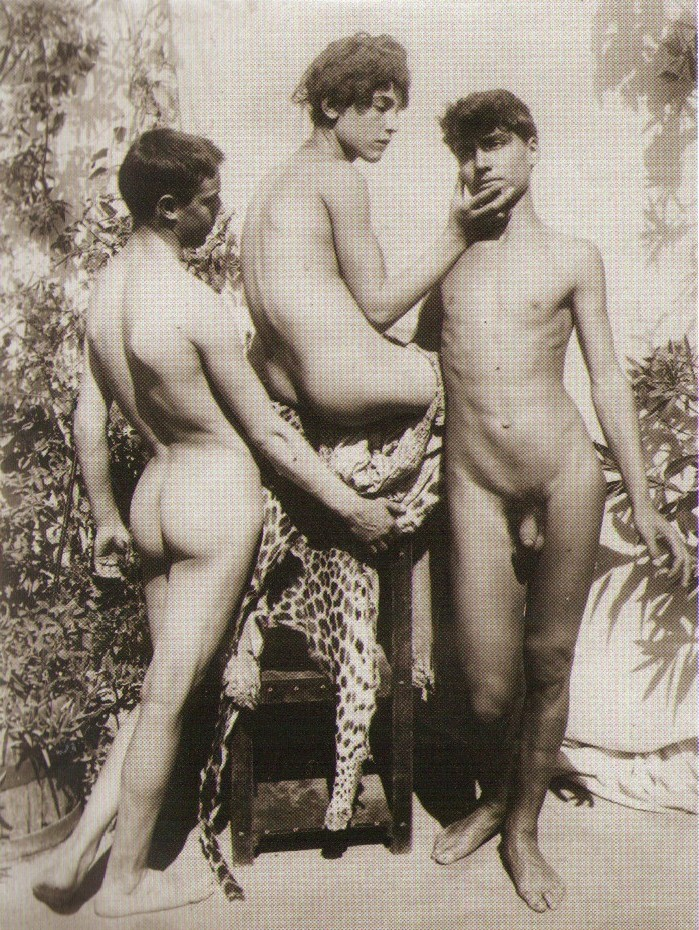
Les photographies homoérotiques de Guglielmo Plüschow du début du XX ont été rééditées en 2005 par Nicole Canet.

- Wilhelm von Gloeden, Guglielmo Plüschow, Vincenzo Galdi : Paradis Sicilien, Paysages, portraits, nus. 1890-1905, éditions Galerie Au Bonheur du Jour, 2008  (ISBN 2-9523322-5-8) ; rééd. 2014  (ISBN 978-2-9532351-7-3).
- Von Gloeden, Galdi, Plüschow : poésies arcadiennes, éditions Thélès, 2003  (ISBN 2-84776-212-4).
- Intérieurs libertins. 1870-1970. Un siècle de photographies érotiques. Nus féminins, éditions Thélès, 2003.
- Les Amants de Sidi Bou Saïd. Univers intime masculin d'un photographe amateur anonyme en 1945, éditions Galerie Au Bonheur du Jour, 2004.
- Beautés Exotiques. Nus féminins, masculins XIXe-XXe, préface de Michel Mégnin, éditions Galerie Au Bonheur du Jour, 2005.
- Châtelain retrouvé. Photographe à Tunis 1903-1914. Portraits, Scènes de genre, Nus, préface de Michel Mégnin, éditions Galerie Au Bonheur du Jour, 2006  (ISBN 2-9523322-3-1).
- Lehnert & Landrock, les Nus, texte de Nicole Canet, Galerie Au bonheur du jour (Paris) 2006. (ISBN 2-9523322-2-3)
- Lehnert & Landrock. Photographies orientalistes : Tunisie Algérie Égypte, 1905-1930, texte de Nicole Canet, Galerie Au bonheur du jour, 2006.
- Rudolph Lehnert et Ernst Landrock. Tunis intime. Portraits et nus, 1904-1910, préface de Hervé Le Goff, éditions Galerie Au Bonheur du Jour, 2007  (ISBN 2-9523322-4-X).
- Rudolf Lehnert. L'Album des nus masculins 1905-1934, préfaces de Michel Mégnin et Nicole Canet,  Galerie Au bonheur du jour (Paris), 2008  (ISBN 2-9523322-8-2).
- Jeux d'Hommes. Photographies érotiques clandestines 1895-1940, préface de Raymond Martinez, éditions Galerie Au Bonheur du Jour, 2008  (ISBN 2-9523322-7-4).
- Jean Boullet. Sous l'aile du désir, préface de Denis Chollet, éditions Galerie Au Bonheur du Jour, 2008  (ISBN 2-9523322-6-6).
- Du Vésuve à l'Atlas, Jean-Xavier de Combeloup. Portraits et nus 1950-1990, éditions Galerie Au Bonheur du Jour, 2009  (ISBN 2-9523322-9-0).
- Maisons closes, 1860-1946 : bordels de femmes, bordels d'hommes, texte de Nicole Cante, éditions Galerie Au bonheur du jour, 2009  (ISBN 978-2-9532351-0-4).
- Tendres Marins. 1944-1945, textes de Nicole Canet, dessins de Roland Caillaud, éditions Galerie Au bonheur du jour, 2010  (ISBN 978-29532351-2-8).
- Le Voyage amoureux. Beautés Orientales - Ouled Naïls - Courtisanes. 1870-1960, textes de Jean Chédaille, Étienne Cance et Nicole Canet, édition Galerie Au bonheur du jour, 2010  (ISBN 978-2-9532351-1-1).
- Vincenzo Galdi. Galdi Secret. Photographies portraits et nus. 1890-1920, préface de Jacques Desse, texte de  Nicole Canet, édition Galerie Au bonheur du jour, 2011  (ISBN 978-2-9532351-4-2).
- Décors de bordels, entre intimité et exubérance. Paris, Province, Afrique du Nord. 1860-1946, préface de Claude Croubois, éd. Galerie Au bonheur du jour, 2011  (ISBN 978-2-9532351-3-5).
- Hôtels garnis, garçons de joie. Prostitution masculine, lieux et fantasmes. Paris 1860-1960, 335 illustrations, notices d'Édouard Roditi, éd. Galerie Au bonheur du jour, 2012 ; rééd. 2013  (ISBN 978-2953235159).
- Jean Boullet, passion et subversion. Peintures, dessins, livres, lettres. 1940-1969, 323 illustrations, préface de Denis Chollet, texte de Nicole Canet, éd. Galerie Au bonheur du jour, 2013  (ISBN 978-2-9532351-6-6).
- Plaisirs et Débauches au masculin, 1780-1940[10], 275 illustrations couleurs, textes d'Étienne Cance et de Nicole Canet, Éditions Galerie Au Bonheur du Jour, 2014  (ISBN 978-2-9532351-8-0)
- Histoire de la célèbre maison close Le Chabanais. 1877-1946, éd. Galerie Au bonheur du jour, 2015,  (ISBN 978-2-9532351-9-7) — tiré à 950 exemplaires, reproduisant une centaine de rapports provenant des Archives de la Préfecture de Police de Paris, 175 illustrations, documents, dessins, photographies.[11].
- Amours Secrètes. Dans l'intimité des écrivains : Marcel Proust, Pierre Loti, Renaud Icard, Roger Peyrefitte, Jean Genet, 327 illustrations, textes de Patrick Dubuis, Jean-Loup Salètes, Jean-Marc Barféty, Alexandre de Villiers et Nicole Canet. Éditions Galerie Au bonheur du jour, 2017   (ISBN 979-10-93837-00-0).
- Garçons de joie, Prostitution masculine 1860-1960, préface de Frédéric Mitterrand, 290 illustrations, texte de Nicole Canet et Marc Devirnoy, Éditions Galerie Au Bonheur du Jour, 2018,  (ISBN 979-10-93837-01-7).
- Beautés Militaires. 100 photographies. 1860-1940, préface de Alain Stoeffler, Éditions Galerie Au Bonheur du Jour, 2018  (ISBN 979-10-93837-02-4).
- Joyeux Polissons, 164 photos, préface de Florent Paudeleux, Éditions Galerie Au Bonheur du Jour, 2019  (ISBN 979-10-93837-04-8).
- Féminisé. Forced Crossdressing. Dessins 1930, 103 illustrations dont 65 dessins originaux avec manuscrits de l'auteur de ces dessins, textes de Nicole Canet, Christophe Bier et Florent Paudeleux, Editions Galerie Au Bonheur du Jour, 2020  (ISBN 979-10-93837-05-5).
- Les beaux mâles. René Bolliger (1911-1971). Dessins (1950-1970), 180 illustrations, textes de Nicole Canet, Florent Paudeleux, biographie par Rolf Thalmann et Raphaël Matthey, Éditions Galerie Au Bonheur du Jour, 2020  (ISBN 979-10-93837-07-9).
- Maisons closes. Objets, dessins, peintures, photographies, 1860-1946, textes de Florent Paudeleux et Nicole Canet, éditions Galerie Au Bonheur du Jour, 2021,  (ISBN 979-10-93837-08-6).
- Gustave le déluré, Vintage photos 1900, Gay Erotica, avec une nouvelle inédite de Florent Paudeleux, photos mises en scène par Nicole Canet, éditions Galerie Au Bonheur du Jour, 2022  (ISBN 979-10-93837-09-3).
- Beautés Masculines. Photographies 1848-1990. Portraits et nus, textes de Florent Paudeleux et Nicole Canet, éditions Galerie Au bonheur du Jour, 2023  (ISBN 979-10-93837-10-9).
- Wilhelm von Plüschow, photographie 1879-1914 : portraits et nus masculins[12], textes de Florent Paudeleux et Nicole Canet, Paris, Galerie Au bonheur du jour, 2024,  (ISBN 9791093837116).
- Vincenzo Galdi. Photographies 1895-1907. Portraits et nus, textes de Nicole Canet et Florent Paudeleux, Paris, Éditions Galerie Au Bonheur du Jour, 2025,  (ISBN 9791093837123).

## Regard critique
Étienne Cance écrit : 

« Pour avoir réincarné Antinéa [de Pierre Benoit] dans son Voyage Amoureux, remercions notre « archéologue du désir » Nicole Canet pour l’opiniâtreté de son inlassable travail, la pertinence de ses recherches érudites, la beauté de la sélection et la qualité de la mise en page, ainsi, de telle sorte, pouvons nous qualifier Nicole Canet comme l'Antinéa, de nouvelle « châtelaine du Maghreb », du XXIe siècle. »

— Le voyage amoureux (2010)
Emmanuel Chaussade évoque le travail de Nicole Canet : « C’est un ensemble qui restitue les mœurs, la société, la géographie de l’amour, du XIXe siècle à nos jours. Un fonds ethnographique autant qu’esthétique sur le désir et ses fantasmes ».